# Pennsylvania Railroad
La Pennsylvania Railroad (sigla dell'Association of American Railroads: PRR) è stata una società ferroviaria degli Stati Uniti d'America, costituita nel 1846 e cessata nel 1968 a causa della sua fusione con la società New York Central Railroad (NYC). Conosciuta negli Stati Uniti con il diminutivo «Pennsy», la società aveva la propria sede a Filadelfia. Il marchio della società era una chiave di volta (simbolo della Pennsylvania), con fondo rosso brillante e bordi grigio argento, contenente le lettere PRR intrecciate di colore grigio.

## Storia
La Pennsy fu la più grande società ferroviaria degli Stati Uniti, tanto per il traffico quanto per il suo fatturato, durante la prima metà del Novecento, e per un certo tempo fu la più grande società quotata in borsa in tutto il mondo. Al suo apogeo essa aveva una rete estesa per 16 000 km di linee e aveva 250 000 dipendenti. Nel corso della sua storia la PRR assorbì o controllò più di 800 altre società ferroviarie. La società detiene ancora oggi il primato del versamento continuativo, per più di un secolo, di dividendi ai suoi azionisti.
È conosciuta anche dai non specialisti per le sue locomotive a vapore Pacific del gruppo K4 e le tipo "duplex" dei gruppi S1 (il prototipo delle duplex, la PRR 6100, fu esposta alla Fiera mondiale di New York del 1939-1940 e fu la più potente locomotiva a vapore mai costruita), T1, Q1 e Q2, oltre alle elettriche GG1, carenate da Raymond Loewy.
Il suo treno di punta fu il "Broadway Limited", un espresso di lusso con carrozze letti che collegava Chicago e New York lungo la direttrice Chicago - Fort Wayne - Crestline - Pittsburgh - Altoona - Harrisburg - Filadelfia - Newark - New York; la rotta interessava alcune delle più famose linee ferroviarie d'america tra cui il valico dei Monti Allegheni attraverso la "Horseshoe Curve" e il "North East Corridor" terminando alla iconica stazione di Pennsylvania di Manhattan. Il concorrente diretto di questo treno era l'analogo collegamento Chicago - New York espletato dalla New York Central con il suo espresso "20th Century Limited" che seguiva la cosiddetta "Water Level Route" terminando alla stazione "Grand Central Terminal". La competizione tra le due compagnie era molto forte e i due treni furono costantemente aggiornati nelle loro peculiarità trasformandoli nella rappresentazione del massimo lusso e comfort realizzabile all'epoca. Emblematico era il rispetto del tempo di percorrenza, combattuto sul minuto preciso di arrivo rispettivo alle due stazioni di New York. Ancora più emblematica era la partenza simultanea dei due treni dalla stazione di Englewood, nella periferia di Chicago: le due linee principali risultavano affiancate per diverse miglia fino allo stato dell'Indiana e i due treni ingaggiavano una ufficiosa "gara" di velocità a chi raggiungesse prima questo traguardo ideale. Questo evento è documentato da filmati e foto d'epoca.
Nel 1968, la PRR si fuse con la sua rivale, la New York Central Railroad, per formare la Penn Central Transportation Company (PC). Nel 1969 l'Interstate Commerce Commission chiese che a essa venisse aggiunta anche la New York, New Haven and Hartford Railroad. Una serie di avvenimenti, tra cui l'inflazione, una dirigenza poco capace, gravi danni alle infrastrutture causati da agenti atmosferici e il ritiro d'una garanzia di 200 milioni di dollari da parte del Governo federale, il 21 giugno 1974 obbligarono la PC a istruire la procedura di bancarotta. L'infrastruttura della Penn Central fu trasferita alla Conrail nel 1976, e cominciò a generare profitti nel 1981. La Norfolk Southern Railway(NS) e la CSX Transportation si fusero nella Conrail nel 1999. La NS riprese la maggior parte dell'antica rete della PRR, e in particolare la sua antica relazione principale attraverso la Pennsylvania.